# اینورگوری
اینورگوری (به انگلیسی: Invergowrie) یک روستا در بریتانیا است که در پرت و کینروس واقع شده‌است. اینورگوری ۱٬۵۶۸ نفر جمعیت دارد.